# كامل باشا القدسي
كامل باشا القدسي (1845– 1926) رجل دولة وعسكري وأول حاكم لدولة حلب 

## النشأة وتعليمه
ولد الفريق كامل باشا القدسي بحلب في العام 1849 في أسرة عريقة ذات نفوذ ومكانة، تنتسب إلى القطب الصوفي الشيخ أبي عبد الله الحسين الشهير بقضيب البان الموصلي الحسني (المتوفي سنة 573 هـ/ 1177 م)، وأصل الأسرة هذه من أورفة، وكانت تنتمي إلى المؤسسة الدينية في مرحلة ما قبل التنظيمات العثمانية، وسبق لبعض أفرادها أن تولوا مناصب الإفتاء ونقابة الأشراف بحلب، ثم ما لبثوا أن تحولوا إلى إشغال المناصب الإدارية العالية في مرحلة التنظيمات.
درس القدسي على يد أساتذة أخصائيين في مدينة الحلة العراقية، حيث كان يعمل والده قائم مقام لها، وتابع تحصيله العلمي ببغداد فالتحق بمكتبها (مدرسة) الإعدادي الملكي (المدني)، ثم بكليتها الحربية متخرجاً برتبة «ملازم»، ثم اتبع دورة أركان حرب في الكلية الحربية بالأستانة، وتخرج فيها حاصلاً على رتبة «يوزباشي أركان حرب» (نقيب).

## الدولة العثمانية
أرسل القدسي بعد تخرجه إلى بلاونة (بليفنا) ببلغاريا تحت إمرة القائد العثماني الشهير المشير إبراهيم درويش باشا للمشاركة في فك الحصار الذي فرضه الجيش الروسي على القوات العثمانية المرابطة في المدينة تلك، وذلك إبان الحرب الروسية–العثمانية أو كما يطلق عليها الحرب البلقانية (1877-1878). وبعدما وضعت الحرب أوزارها عاد إلى الأستانة مع ترقيته إلى رتبة «قول آغاسي» (رائد)، ثم تقلب في العديد من المناصب العسكرية والإدارية العالية 

## دولة حلب
أُسند إلى القدسي في عهد الانتداب الفرنسي منصب حاكم دولة حلب العام سنة 1920، وكانت تلك ولايته الثانية والأخيرة على حلب. إلا أنه لم يلبث طويلاً في هذا المنصب إذ تبين له أن الفرنسيين لا يرغبون مصلحة البلاد وإنما مصلحتهم، فما كان منه إلا أن استقال في العام 1922 ولزم قريته وداره.